# Dragey-Ronthon
Dragey-Ronthon ist eine französische Gemeinde mit 789 Einwohnern (Stand: 1. Januar 2022) im Département Manche in der Region Normandie. Sie gehört zum Arrondissement Avranches und zum Kanton Avranches.

## Lage
Die Gemeinde liegt am Ärmelkanal. Nachbargemeinden sind Saint-Jean-le-Thomas im Nordwesten, Champeaux, Jullouville und Sartilly-Baie-Bocage im Norden, Champcey im Osten, Bacilly im Südosten und Genêts im Süden.

## Bevölkerungsentwicklung
| Jahr      | 1962 | 1968 | 1975 | 1982 | 1990 | 1999 | 2008 | 2018 |
| --------- | ---- | ---- | ---- | ---- | ---- | ---- | ---- | ---- |
| Einwohner | 695  | 632  | 569  | 597  | 571  | 616  | 774  | 814  |

## Sehenswürdigkeiten
- Kirche Saint-Médard in Dragey, Monument historique seit 1995
- Manoir de Potrel, Herrenhaus, Monument historique seit 1933

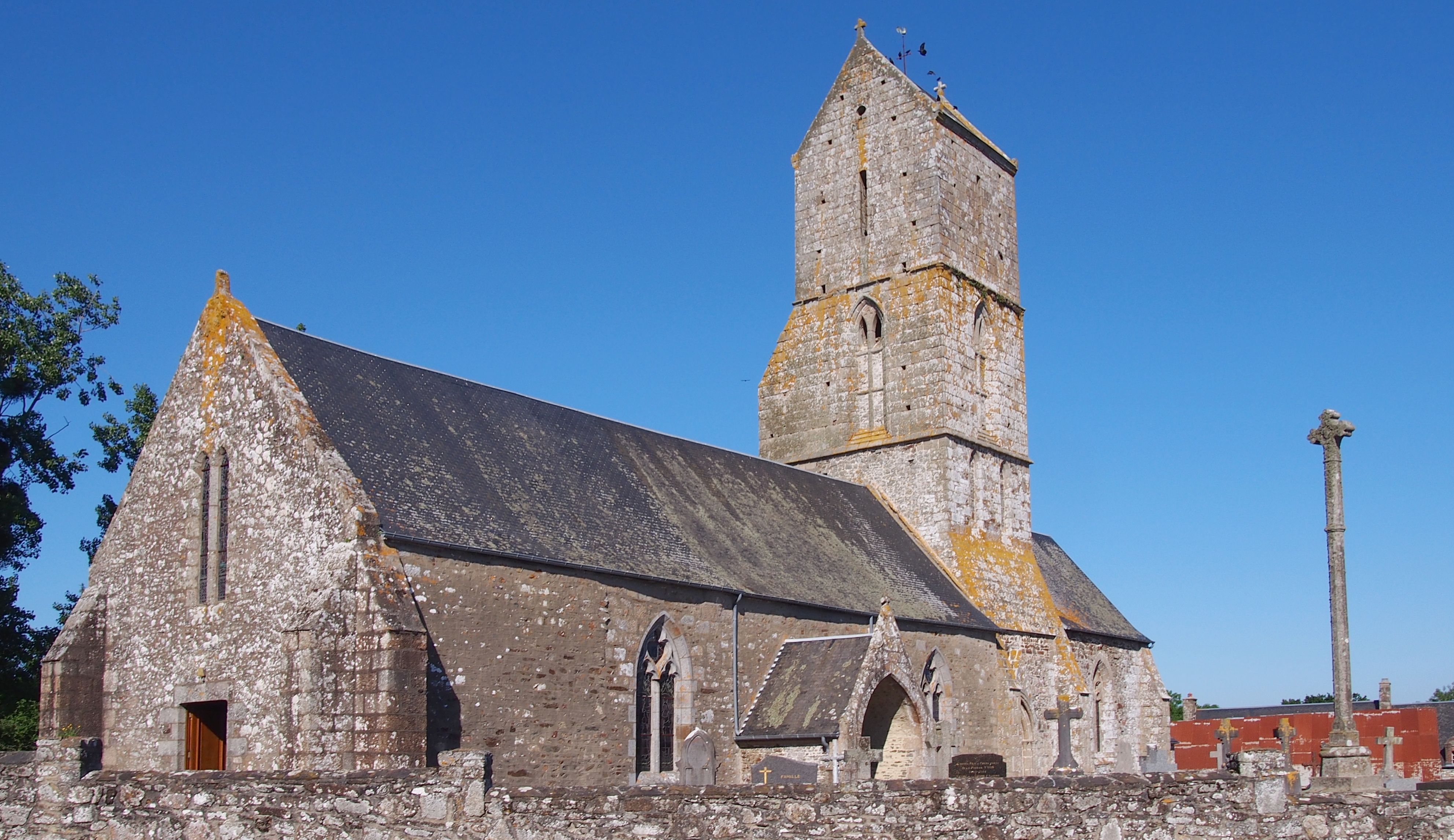
Kirche Saint-Médard
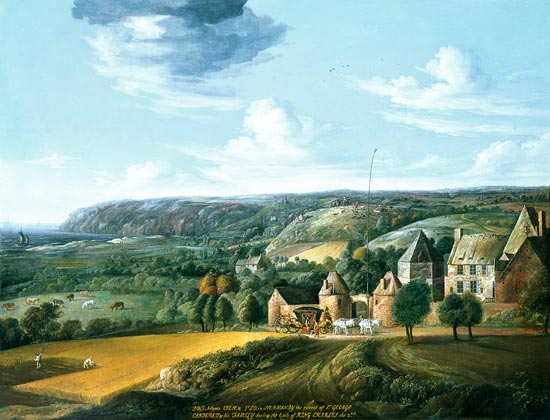
Manoir de Potrel, Gemälde von Jan Griffier
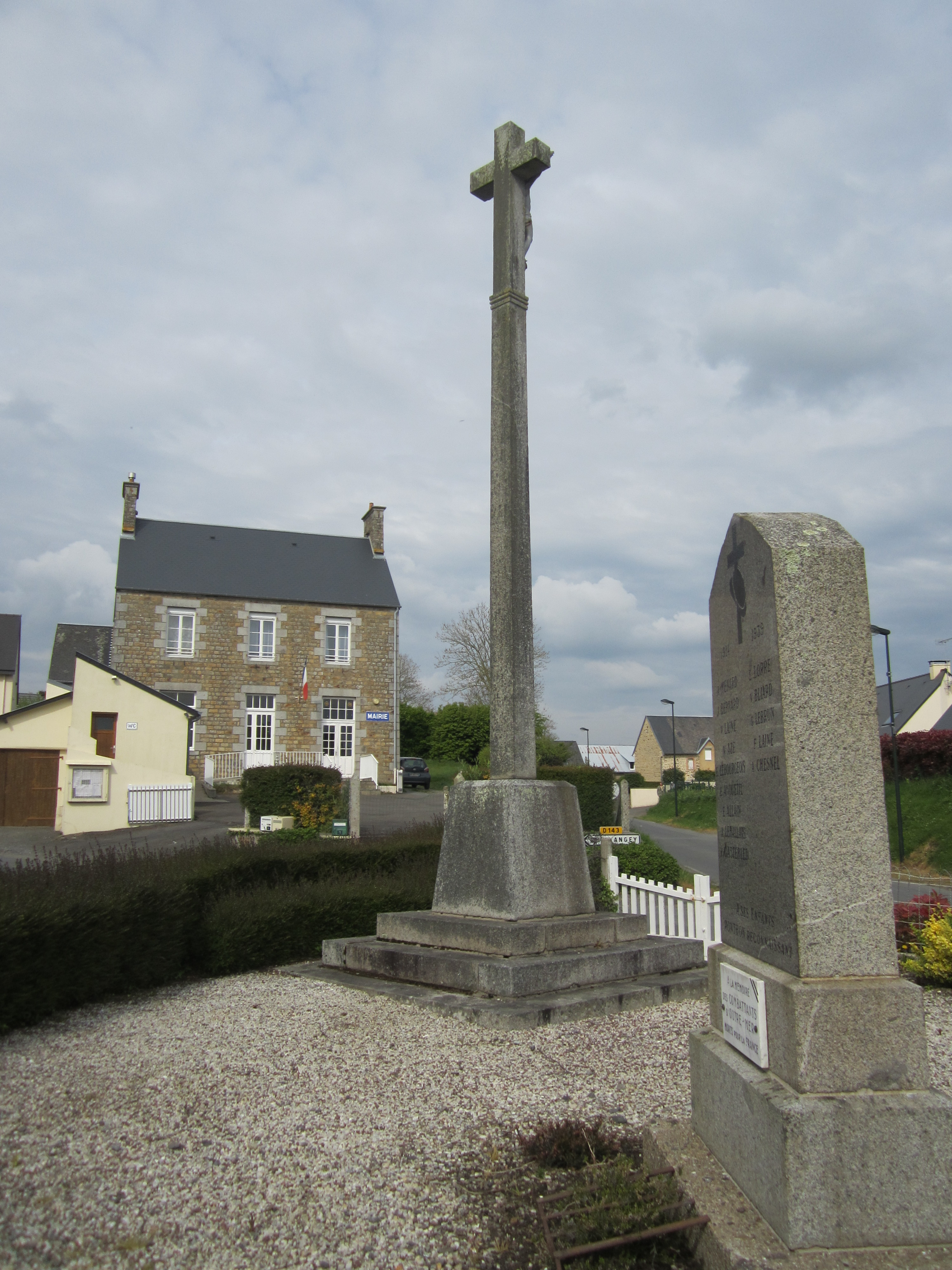
Ehemalige Mairie in Ronthon